# La scuola
La scuola är en italiensk komedifilm från 1995 i regi av Daniele Luchetti.
Filmen är löst baserad på Domenico Starnones romaner Ex Cattedra och Sottobanco.

## Utmärkelser
Filmen vann priset David di Donatello för bästa film 1995.

## Rollista i urval
- Silvio Orlando - signor Vivaldi
- Anna Galiena - signora Majello
- Fabrizio Bentivoglio - signor Sperone
- Antonio Petrocelli - signor Cirrotta
- Anita Zagaria - signora Gana
- Roberto Nobile - signor Mortillaro
- Enrica Maria Modugno - signora Lugo